# 馬中騋
馬中騋（？—？），字蔚生，浙江严州府建德縣人。

## 生平
万历二十五年（1597年）丁酉科浙江乡试举人，四十一年（1613年）癸丑科進士，授汀州府推官，操同冰洁，狱讼一讞即决。值海氛猖炽，巡抚檄令同福州府推官周顺昌视师海上，屡出奇制胜，以功擢授掌科，未任卒，囊无馀资，僚庶赙赠以归，人皆惜其未竟所用。墓在莲塘。

## 家族
父馬如雲，镇沅经历赠汀州府推官。